# Parafia św. Michała Archanioła w Ostrowcu Świętokrzyskim
Parafia św. Michała Archanioła w Ostrowcu Świętokrzyskim – parafia rzymskokatolicka z siedzibą w Ostrowcu Świętokrzyskim, znajdująca się w diecezji sandomierskiej, w dekanacie Ostrowiec Świętokrzyski. Parafia erygowana w 1614 z parafii w Szewnie. Mieści się przy ulicy Okólnej w Śródmieściu.